# Sybra puella
Sybra puella là một loài bọ cánh cứng trong họ Cerambycidae.